# Episodi di Ride
La prima stagione della serie televisiva Ride è andata in onda in Canada dal 5 settembre al 5 ottobre 2016 e in Italia su TeenNick dal 6 febbraio al 3 marzo 2017.
| n° | Titolo originale                | Titolo italiano             | Prima TV Canada   | Prima TV Italia  |
| -- | ------------------------------- | --------------------------- | ----------------- | ---------------- |
| 1  | Arrival                         | L'arrivo                    | 5 settembre 2016  | 6 febbraio 2017  |
| 2  | Dresses and Dressage            | Dress code e dressage       | 6 settembre 2016  | 7 febbraio 2017  |
| 3  | Hippophobia and Ophidiophobia   | Ippofobia e ofidiofobia     | 7 settembre 2016  | 8 febbraio 2017  |
| 4  | Three's a Crowd                 | Un tè con Lady C            | 8 settembre 2016  | 9 febbraio 2017  |
| 5  | Gone Guy                        | La notte del falò           | 12 settembre 2016 | 10 febbraio 2017 |
| 6  | Wild Horses                     | Cavalli selvaggi            | 13 settembre 2016 | 13 febbraio 2017 |
| 7  | One Lump or Two?                | Una zolletta o due?         | 14 settembre 2016 | 14 febbraio 2017 |
| 8  | Happy Unbirthaday               | Buon NonCompleanno          | 15 settembre 2016 | 15 febbraio 2017 |
| 9  | After the Ball                  | Dopo il ballo               | 19 settembre 2016 | 16 febbraio 2017 |
| 10 | The Cup                         | La Covington House Cup      | 20 settembre 2016 | 17 febbraio 2017 |
| 11 | Stalled                         | Punto di stallo             | 21 settembre 2016 | 20 febbraio 2017 |
| 12 | Who Rules the School            | Chi comanda?                | 22 settembre 2016 | 21 febbraio 2017 |
| 13 | We Need to Talk About Convigton | La giornalista              | 26 settembre 2016 | 22 febbraio 2017 |
| 14 | Come Horse or High Water        | A tutti i costi             | 27 settembre 2016 | 23 febbraio 2017 |
| 15 | Steeplechase                    | Il ritorno di TK            | 28 settembre 2016 | 24 febbraio 2017 |
| 16 | Pros & Cons                     | Pro e contro                | 29 settembre 2016 | 27 febbraio 2017 |
| 17 | Trading Horses                  | La scelta del nuovo cavallo | 2 ottobre 2016    | 28 febbraio 2017 |
| 18 | Distractions & Deceptions       | Verità nascoste             | 3 ottobre 2016    | 1º marzo 2017    |
| 19 | Let It Ride                     | La gara                     | 4 ottobre 2016    | 2 marzo 2017     |
| 20 | Dark Horse                      | La rivelazione              | 5 ottobre 2016    | 3 marzo 2017     |